# Nils Linnæus
Nils (Nicolaus) Ingemarsson Linnæus, född i juli 1674 i Jonsboda Östergård, Vittaryds socken, död 12 maj 1748, var en svensk luthersk präst.
Linnæus var far till botanikern och zoologen Carl von Linné och till Samuel Linnæus, som efter sin fars död efterträdde honom som präst i Stenbrohult. 
Nils Linnæus var son till Ingemar Bengtsson, som var född 1633 i Stegaryd; Ingemar var arrendator på Erikstad i Vittaryds socken och dog där 3 februari 1693. 24 juni 1661 gifte Ingemar sig med Ingrid Ingemarsdotter. Hon var född 1641, död 24 juni 1717 och var dotter till bonden Ingemar Svensson i Jonsboda i Vittaryds socken och Ingrid Svensdotter, vilkas barn kallade sig Tiliander.
Nils Linnæus gick i skola i Växjö från 1686. Han blev student vid Lunds universitet 8 augusti 1699. År 1704 blev han prästvigd och adjunkt hos Samuel Broderzonius i Stenbrohult. År 1705 blev Linnæus komminister i Stenbrohult och var då bosatt på gården Råshult Södregård, som låg i Råshults by, inte långt från Stenbrohult. Den 6 mars 1706 gifte han sig med Christina Brodersonia, Hon var född 10 november 1689, död 6 juni 1733. Hon var dotter till kyrkoherden i Stenbrohult Samuel Petri Brodersonius och Anna Jöransdotter Skee.
Nils Linnæus och hans hustru blev föräldrar till fem barn: sonen Carl, dottern Anna Maria, gift Höök, dottern Sofia, sonen Samuel och dottern Emerentia, gift Branting. Linnæus hustru Christina avled 1733 vid 44 års ålder. I Stenbrohult fanns Stenbrohults kyrka och den stora prästgården, och där hade Christina Brodersonia vuxit upp. Familjen flyttade från Råshult då Carl von Linné var två år gammal till prästgården i Stenbrohult. Nils Linnæus blev kyrkoherde där efter sin svärfar. Döttrarna och sonen Samuel Linnæus föddes i Stenbrohults prästgård.